# Franklin Sumner Earle
Pour les articles homonymes, voir Earle.
 (septembre 2024).
Franklin Sumner Earle est un botaniste et un agronome américain, né le 4 septembre 1856 à Dwight dans l'Illinois et mort le 31 janvier 1929.

## Biographie
Il est le fils de Parker Earle et de Melanie née Tracy. Il étudie à l’université de l’Illinois où il travaille sur les champignons. Il fait paraître alors, avec Thomas Jonathan Burrill (1839-1916), The Erysiphaceae of Illinois. Il se marie en 1886 avec Susan B. Skeham dont il aura deux filles.
Il travaille à partir de 1894 avec la Station expérimentale agricole du Mississippi. Il fait paraître, avec Samuel Mills Tracy (1847-1920), Mississippi Fungi (1895). De 1895 à 1896, il est assistant chargé de l’herbier mycologique au ministère de l’Agriculture américain. En 1896, il devient responsable de l’horticulture à la Station expérimentale agricole dépendant de l’École d’agriculture de l’Alabama. Parallèlement, il enseigne à la biologie à l’Institut polytechnique de cet État. Toujours en 1896, il se remarie avec Esther J. Skehan. Avec Lucien Marcus Underwood (1853-1907), il fait paraître la Preliminary List of Alabama Fungi (1897).
Après avoir obtenu en 1902 son Master of Sciences à l’Institut polytechnique, il devient conservateur assistant chargé des collections mycologiques au Jardin botanique de New York. Il voyage alors à Cuba et en Jamaïque pour compléter les collections. Le ministère de l’Agriculture américain le charge, en 1903, de recherche à Porto Rico.
De 1904 à 1906, il dirige la Estacion Central Agronómica de Cuba. Il fait paraître en 1907, Southern Agriculture. De 1908 à 1911, il est conseillé en agronomie auprès de la Commission sucrière cubano-américaine. En 1918, il est envoyé à Porto Rico par le ministère de l’agriculture américain pour étudier les ravages causées par une maladie fongique attaquant la canne à sucre. Il reste dans cette île et occupe, de 1919 à 1921 une fonction d’expert auprès du gouvernement. De 1923 à 1924, il dirige la Commission sucrière cubaine puis, de 1924 à 1929, la Fondateur de recherche sur les végétaux tropicaux.